# 이피토스
이피토스(Iphitos)는 그리스 신화에 나오는 오이칼리아 왕 에우리토스의 아들이다. 오이칼리아 왕 에우리토스는 활쏘기 대회를 열어 우승한 사람에게 딸 이올레를 주기로 하였다. 헤라클레스가 이 대회에 참가하여 최후의 승리자가 되었으나, 에우리토스는 자식들을 죽인 전력이 있는 헤라클레스에게 딸을 주기를 꺼렸다. 이에 이피토스가 아버지를 설득하였으나 에우리토스는 결국 약속을 지키지 않았고 헤라클레스는 화가 나서 오이칼리아를 떠났다. 헤라클레스가 떠난 뒤에 공교롭게도 에우리토스의 마굿간에서 암말 몇 마리가 없어졌는데, 이 말들은 도둑질의 명수 아우톨리코스가 훔친 것이었다. 이피토스는 말들을 찾아나섰다가 메세네에서 아우톨리코스의 손자 오디세우스를 만나 우정의 표시로 아버지에게서 받은 활을 주었다. 뒷날 오디세우스는 20년만에 귀향하여 아내 페넬로페를 괴롭히던 구혼자들을 물리칠 때 이 활을 사용하였다. 이피토스는 오디세우스와 헤어진 뒤, 헤라클레스를 만나 사라진 암말들을 되찾을 수 있도록 도와달라고 부탁하였다. 헤라클레스는 이를 승낙하고 이피토스와 함께 다니다가 다시 광기가 발작하였거나 또는 이피토스가 자신을 의심하는 것처럼 보이는 데 분노하여 죽였다고 한다. 헤라클레스는 이 죄를 씻기 위하여 리디아로 가서 3년 동안 옴팔레의 노예 생활을 하였다.